# Ludwik Szczepański
Ludwik Szczepański, ps. Wincenty Ogórek (ur. 5 marca 1872 w Krakowie, zm. 19 lutego 1954 tamże) – polski literat, publicysta, dziennikarz, poeta, w młodości również taternik.

## Życiorys
Był synem literata i publicysty Alfreda Szczepańskiego oraz ojcem znanych taterników Jana Alfreda Szczepańskiego i Alfreda Szczepańskiego. Studiował prawo na Uniwersytecie Wiedeńskim i Jagiellońskim. Przez większość życia zajmował się dziennikarstwem. Wydawał czasopisma: „Życie” (założone przez siebie), dwutygodnik satyryczny „Urwisz”, „Ilustracja Polska”, „Nowiny dla Wszystkich”. W dwudziestoleciu międzywojennym był pracownikiem „Ilustrowanego Kuriera Codziennego”. Zajmował się spirytyzmem, na temat którego pisał broszury. Był współzałożycielem Towarzystwa Metapsychicznego w Krakowie.
Jego ważniejsze dzieła to dwa tomiki poezji: Hymny (1897) i Srebrne noce. Lunatica (1897), utrzymane w młodopolskim nastroju dekadentyzmu i melancholii. Napisał też powieści Król powietrza (1908) i Przewrót (1911).
Został pochowany na cmentarzu Rakowickim w Krakowie (kwatera M–płd-zach–po prawej Haitlingerów.

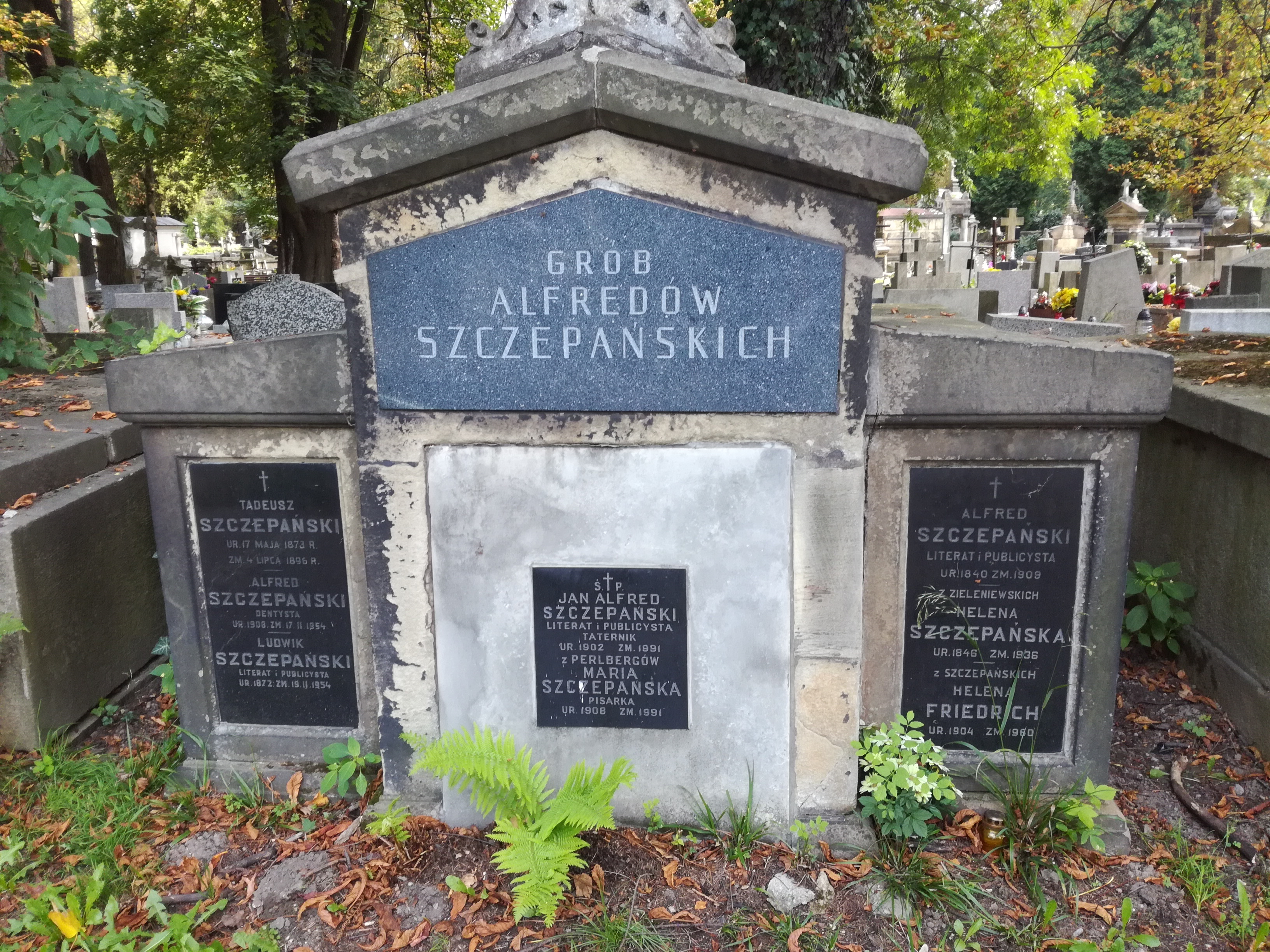
Grób Jana Alfreda i Ludwika Szczepańskich na cmentarzu Rakowickim

## Odznaczenia
- Srebrny Wawrzyn Akademicki (5 listopada 1935)[3].